# Liste der Marktgemeinden im Burgenland
Die Liste enthält alle 67 Marktgemeinden im österreichischen Bundesland Burgenland.
| Markt                           | Bezirk              | Markt seit | Einwohner (2024) | Fläche in km² | Bemerkungen |
| ------------------------------- | ------------------- | ---------- | ---------------- | ------------- | --- |
| Andau                           | Neusiedl am See     | 1991       | 2.282            | 47,30         | |
| Apetlon                         | Neusiedl am See     | 1991       | 1.736            | 82,22         | |
| Bernstein im Burgenland         | Oberwart            | vor 1973   | 2.140            | 38,99         | [ 3 ] |
| Breitenbrunn am Neusiedler See  | Eisenstadt-Umgebung | 1689       | 1.909            | 25,75         | |
| Deutsch Kaltenbrunn             | Jennersdorf         | vor 1973   | 1.730            | 24,19         | [ 3 ] |
| Deutschkreutz                   | Oberpullendorf      | 1340       | 3.166            | 34,11         | |
| Donnerskirchen                  | Eisenstadt-Umgebung | 1659       | 1.881            | 33,87         | |
| Draßmarkt                       | Oberpullendorf      | 1614       | 1.372            | 36,23         | [ 3 ] |
| Eberau                          | Güssing             | 1615       | 916              | 30,74         | [ 3 ] |
| Gols                            | Neusiedl am See     | 1582       | 3.972            | 42,23         | |
| Großhöflein                     | Eisenstadt-Umgebung | 1775       | 2.091            | 14,25         | |
| Großpetersdorf                  | Oberwart            | 2000       | 3.598            | 31,36         | [ 3 ] |
| Güttenbach                      | Güssing             | 1986       | 866              | 15,90         | |
| Heiligenkreuz im Lafnitztal     | Jennersdorf         | 1971       | 1.268            | 23,78         | |
| Horitschon                      | Oberpullendorf      | 1983       | 1.842            | 18,73         | |
| Hornstein                       | Eisenstadt-Umgebung | 1752       | 3.312            | 37,07         | |
| Illmitz                         | Neusiedl am See     | 1967       | 2.357            | 91,85         | |
| Jois                            | Neusiedl am See     | 1429 ?     | 1.647            | 25,91         | |
| Kittsee                         | Neusiedl am See     | 14??       | 3.727            | 19,27         | Spätestens im 15. Jahrhundert hatte Kittsee das Marktrecht. erneut durch VO 49 vom 16. Juni 2009                                          |
| Kobersdorf                      | Oberpullendorf      | vor 1973   | 1.871            | 27,29         | [ 3 ] |
| Kohfidisch                      | Oberwart            | 1982       | 1.445            | 31,34         | |
| Kukmirn                         | Güssing             | 1982       | 2.008            | 40,50         | |
| Lackenbach                      | Oberpullendorf      | 2012       | 1.155            | 18,11         | |
| Litzelsdorf                     | Oberwart            | 1676       | 1.145            | 13,88         | |
| Lockenhaus                      | Oberpullendorf      | vor 1973   | 2.058            | 58,85         | [ 3 ] |
| Loretto                         | Eisenstadt-Umgebung | 1991       | 522              | 2,38          | |
| Lutzmannsburg                   | Oberpullendorf      | 11??       | 837              | 23,18         | [ 3 ] |
| Mariasdorf                      | Oberwart            | 1988       | 1.129            | 20,54         | |
| Markt Allhau                    | Oberwart            | 1584       | 1.943            | 32,31         | 1792 abermalige Verleihung des Marktrechts;                                                                                               |
| Markt Neuhodis                  | Oberwart            | vor 1973   | 670              | 19,95         | [ 3 ] |
| Markt Sankt Martin              | Oberpullendorf      | vor 1973   | 1.282            | 32,11         | [ 3 ] |
| Minihof-Liebau                  | Jennersdorf         | 1990       | 1.045            | 16,27         | |
| Mogersdorf                      | Jennersdorf         | 1964       | 1.167            | 12,77         | [ 3 ] |
| Neckenmarkt                     | Oberpullendorf      | vor 1973   | 1.681            | 26,92         | [ 3 ] |
| Neudörfl                        | Mattersburg         | 1973       | 4.971            | 9,01          | 1. Juni 1973 (durch VO 16 vom 7. März 1973)                                                                                               |
| Neuhaus am Klausenbach          | Jennersdorf         | 1992       | 901              | 19,99         | [ 3 ] |
| Neustift an der Lafnitz         | Oberwart            | 2007       | 829              | 3,50          | |
| Oggau am Neusiedler See         | Eisenstadt-Umgebung | 1994       | 1.702            | 52,19         | |
| Ollersdorf im Burgenland        | Güssing             | 1986       | 959              | 8,86          | |
| Podersdorf am See               | Neusiedl am See     | 1992       | 2.177            | 41,73         | |
| Pöttsching                      | Mattersburg         | 1986       | 3.077            | 24,64         | |
| Raiding                         | Oberpullendorf      | 1974       | 903              | 13,07         | 1. Mai 1974 für Raiding-Unterfrauenhaid (durch VO 11 vom 6. März 1974) 1. August 1990 für Raiding (durch VO 46 vom 18. Juli 1990)         |
| Rechnitz                        | Oberwart            | 1348       | 3.041            | 43,77         | |
| Riedlingsdorf                   | Oberwart            | 2007       | 1.669            | 16,13         | |
| Rohrbach bei Mattersburg        | Mattersburg         | 1992       | 2.625            | 15,23         | |
| Rotenturm an der Pinka          | Oberwart            | 1402       | 1.425            | 17,04         | [ 3 ] |
| Rudersdorf                      | Jennersdorf         | 1991       | 2.221            | 21,44         | |
| Sankt Andrä am Zicksee          | Neusiedl am See     | 2002       | 1.385            | 31,73         | |
| Sankt Margarethen im Burgenland | Eisenstadt-Umgebung | 1647       | 2.710            | 26,54         | |
| Sankt Martin an der Raab        | Jennersdorf         | 1979       | 1.963            | 43,01         | |
| Sankt Michael im Burgenland     | Güssing             | 1977       | 1.015            | 18,38         | |
| Schattendorf                    | Mattersburg         | 2003       | 2.388            | 12,12         | |
| Siegendorf                      | Eisenstadt-Umgebung | 2004       | 3.247            | 23,06         | |
| Stegersbach                     | Güssing             | 1583       | 2.752            | 17,77         | |
| Steinberg-Dörfl                 | Oberpullendorf      | 1971       | 1.315            | 37,14         | [ 3 ] |
| Steinbrunn                      | Eisenstadt-Umgebung | 2006       | 3.028            | 15,36         | |
| Stinatz                         | Güssing             | 1977       | 1.254            | 9,50          | |
| Stoob                           | Oberpullendorf      | 1979       | 1.366            | 17,38         | |
| Strem                           | Güssing             | 1997       | 910              | 23,78         | |
| Unterfrauenhaid                 | Oberpullendorf      | 1578       | 646              | 10,97         | 1. Mai 1974 für Raiding-Unterfrauenhaid (durch VO 11 vom 6. März 1974) 1. August 1990 für Unterfrauenhaid (durch VO 47 vom 18. Juli 1990) |
| Wallern im Burgenland           | Neusiedl am See     | 1998       | 1.644            | 33,91         | |
| Weiden am See                   | Neusiedl am See     | 1588       | 2.596            | 32,51         | |
| Weppersdorf                     | Oberpullendorf      | 2004       | 1.900            | 24,74         | |
| Wiesen                          | Mattersburg         | 1997       | 2.766            | 18,91         | |
| Wolfau                          | Oberwart            | 1992       | 1.528            | 15,02         | |
| Wulkaprodersdorf                | Eisenstadt-Umgebung | 1992       | 1.947            | 12,22         | |
| Zurndorf                        | Neusiedl am See     | 1399       | 2.278            | 54,29         | |

## Ehemalige Marktgemeinden im Burgenland
| Ehemaliger Markt         | Gemeinde                   | Bezirk              | Markt von-bis | Einwohner   |
| ------------------------ | -------------------------- | ------------------- | ------------- | ----------- |
| Dreihütten               | Bernstein im Burgenland    | Oberwart            | 1846          | 1939: 147   |
| Eltendorf                | Eltendorf                  | Jennersdorf         |               | 1939: 711   |
| Kaisersteinbruch         | Bruckneudorf               | Neusiedl am See     | –1970         | 1939: 325   |
| Landsee                  | Markt Sankt Martin         | Oberpullendorf      |               | 1939: 466   |
| Leithaprodersdorf        | Leithaprodersdorf          | Eisenstadt-Umgebung | 1982–1990     | 1.165       |
| Neudorf bei Landsee      | Markt Sankt Martin         | Oberpullendorf      |               | 1939: 352   |
| Steinberg an der Rabnitz | Steinberg-Dörfl            | Oberpullendorf      | –1970         | 1939: 962   |
| Unterwart                | Unterwart                  | Oberwart            |               | 1939: 1.151 |
| Frankenau                | Frankenau-Unterpullendorf  | Oberpullendorf      |               | 1939: 753   |
| Großwarasdorf            | Großwarasdorf              | Oberpullendorf      |               | 1.514       |
| Halbturn                 | Halbturn                   | Neusiedl am See     |               | 1.884       |
| Kogl im Burgenland       | Pilgersdorf                | Oberpullendorf      |               | 1939: 189   |
| Pamhagen                 | Pamhagen                   | Neusiedl am See     |               | 1.744       |
| Pilgersdorf              | Pilgersdorf                | Oberpullendorf      |               | 1.675       |
| Piringsdorf              | Piringsdorf                | Oberpullendorf      |               | 890         |
| Rattersdorf              | Mannersdorf an der Rabnitz | Oberpullendorf      |               | 1939: 688   |